# 圣詹姆斯音乐厅

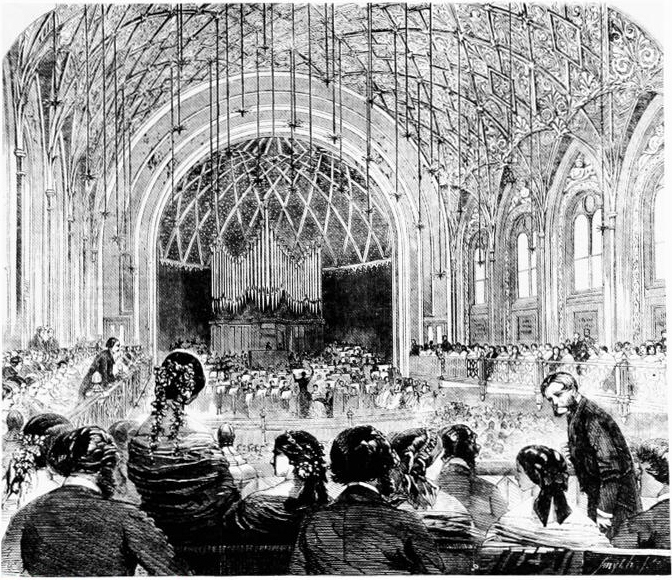
圣詹姆斯音乐厅内部，1858年

圣詹姆斯音乐厅（英語：St James's Hall）是英国伦敦历史上的一座音乐厅，由建筑师兼艺术家欧文·琼斯设计，他曾负责水晶宫的内部装饰。它位于摄政街拱廊与皮卡迪利街之间，介于藤街和乔治法院之间，分别在摄政街与皮卡迪利街设有入口。主厅连同乐池共可容纳约2000人就座。它拥有一个宏伟大厅，长约43米，宽约18米，座位分布在底层、阳台、画廊以及平台上，音响效果极佳。一楼设有两个较小的大厅，其中一个为正方形，边长约18米；另一个为约18米乘17米的矩形。它采用佛罗伦萨式风格装饰，内部装饰仿照著名的摩尔式建筑阿尔罕布拉宫。皮卡迪利街一侧的外立面则为哥特式设计。整个建筑群由两家餐厅和三个大厅组成，隐藏在约翰·纳什设计的摄政街拱廊之后。作曲家乔治·亨舍尔爵士曾回忆起那里“那可爱的、但不舒服的、又长又窄的绿色软垫长凳（浅绿色马鬃毛面料），座位编号用鲜艳的粉红色丝带绑在椅背上，就像办公档案一样。”
圣詹姆斯音乐厅由两家音乐出版公司查普尔公司和克雷默公司联合建造，目的是吸引那些曾赴水晶宫或郡城音乐厅欣赏高水平演出的观众群体。音乐厅在开幕后近1年内一直处于空置状态。此后近半个世纪，圣詹姆斯音乐厅一直是伦敦的主要音乐演出场所，直到20世纪初被女王音乐厅取代，后来又有威格莫尔音乐厅、皇家阿尔伯特音乐厅与皇家节日音乐厅相继兴起。圣詹姆斯音乐厅因举办“星期一流行音乐会”和“民谣音乐会”，成为皇家爱乐协会和“克里斯蒂吟游诗人”剧团的驻地，并因许多著名指挥家和演奏家曾在此举办重要演出而声名远播。
第一国际曾将圣詹姆斯音乐厅作为他们的聚会场所。